# 韩宣网
韩宣网，即Korea.net，是大韩民国政府官方的对外宣传门户网站。

## 簡介
該服務的前身名為“韩国之窗”（Korea Window），於1995年12月成立。Korea.net則於1999年9月正式成立。
Korea.net由海外文化弘報院負責運營。截至2021年，該網站提供阿拉伯語、中文、英文、法文、德文、日文、俄文、西班牙文和越南文版本。網站的內容來自榮譽記者，其中八位於2023年K Wave Festival獲得了獎項。2019年4月時，網站擁有來自73個國家的539位榮譽記者；到2020年，記者數量增至來自104個國家的2,154人，創下歷史新高。該網站於2019年重新設計。2013年其訪問量為1,825萬人次，2018年增至2,278萬人次。
此網站旨在以多種語言向國際社會傳達有關韓國的信息。

## 外部連結
- 官方网站